# Asplenium milnei
Asplenium milnei är en svartbräkenväxtart som beskrevs av Carr. Asplenium milnei ingår i släktet Asplenium och familjen Aspleniaceae. Inga underarter finns listade.